# Toppserien 2013
Die Toppserie 2013 (norw. Toppserien) war die 27. Saison der höchsten Frauenfußballliga in Norwegen. Die Saison begann am 13. April 2013 und endete am 2. November 2013. Meister wurde Stabæk FK, die sich zum achten Mal die Meisterschaft sichern konnten und damit neuer Rekordmeister wurden. Stabæk qualifizierte sich für die UEFA Women’s Champions League. Absteigen musste IL Sandviken, während Amazon Grimstad FK in der Relegation gegen Sarpsborg 08 die Klasse hielt. Aus der 1. Divisjon stieg Grand Bodø IK auf. Torschützenkönigin wurde Elise Thorsnes vom Meister Stabæk mit 19 erzielten Toren.

## Abschlusstabelle
| Pl.               | Verein                    | Sp. | S  | U | N  | Tore    | Diff. | Punkte |
| ----------------- | ------------------------- | --- | -- | - | -- | ------- | ----- | ------ |
| 1.                | Stabæk FK (P)             | 22  | 17 | 4 | 1  | 064:900 | +55   | 55     |
| 2.                | Lillestrøm SK Kvinner (M) | 22  | 15 | 4 | 3  | 051:180 | +33   | 49     |
| 3.                | Arna-Bjørnar              | 22  | 10 | 8 | 4  | 039:240 | +15   | 38     |
| 4.                | Avaldsnes IL (N)          | 22  | 10 | 3 | 9  | 039:330 | +6    | 33     |
| 5.                | Vålerenga Oslo            | 22  | 8  | 8 | 6  | 041:370 | +4    | 32     |
| 6.                | Kolbotn IL                | 22  | 9  | 4 | 9  | 039:420 | −3    | 31     |
| 7.                | Trondheims-Ørn SK         | 22  | 9  | 3 | 10 | 039:490 | −10   | 30     |
| 8.                | Røa IL                    | 22  | 7  | 7 | 8  | 025:330 | −8    | 28     |
| 9.                | Medkila IL (N) 1          | 22  | 7  | 5 | 10 | 027:440 | −17   | 26     |
| 10.               | Klepp IL                  | 22  | 6  | 3 | 13 | 029:500 | −21   | 21     |
| 11.               | Amazon Grimstad FK        | 22  | 3  | 6 | 13 | 022:390 | −17   | 15     |
| 12.               | IL Sandviken              | 22  | 3  | 1 | 18 | 019:560 | −37   | 10     |
| Stand: Saisonende |                           |     |    |   |    |         |       |        |

| (M) | Titelverteidiger                             |
| (P) | Pokalsieger des Vorjahres                    |
| (N) | Aufsteiger aus der 1. Divisjon des Vorjahres |

## Relegation
In der Relegation traf der Vorletzte der Toppserien Amazon Grimstad FK auf den Vizemeister der 1. Divisjon Sarpsborg 08.
|                    | Gesamt |              | Hinspiel (9.11.) | Rückspiel (16.11.) |
| ------------------ | ------ | ------------ | ---------------- | ------------------ |
| Amazon Grimstad FK | 3:2    | Sarpsborg 08 | 1:2              | 2:0                |

## Beste Torschützinnen
Bei gleicher Anzahl von Treffern sind die Spielerinnen alphabetisch sortiert.
| Rang | Spielerin               | Verein             | Tore |
| ---- | ----------------------- | ------------------ | ---- |
| 1    | Elise Thorsnes          | Stabæk FK          | 19   |
| 2    | Emilie Bosshard Haavi   | Lillestrøm SK      | 12   |
| 3    | Cecilie Pedersen        | Avaldsnes IL       | 11   |
| 4    | Cathrine Dekkerhus      | Stabæk FK          | 10   |
| 4    | Caroline Graham Hansen  | Stabæk FK          | 10   |
| 4    | Hólmfríður Magnúsdóttir | Avaldsnes IL       | 10   |
| 4    | Trine Lise Åvik         | Amazon Grimstad FK | 10   |
| 8    | Line Smørsgård          | Klepp IL           | 9    |
| 9    | Solveig Gulbrandsen     | Vålerenga Oslo     | 8    |
| 9    | Gry Tofte Ims           | Klepp IL           | 8    |
| 9    | Elisabeth Jeppesen      | Medkila IL         | 8    |